# Dmitri Jewstafjewitsch Beling

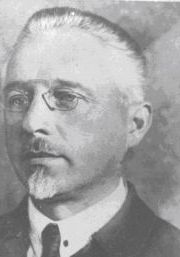
Dmitri Beling

Dmitri Jewstafjewitsch Beling (russisch Дмитрий Евстафьевич Белинг auch Dmitrij Behling; * 14. Septemberjul. / 26. September 1882greg. in Sankt Petersburg, Russisches Kaiserreich; † 28. Mai 1949 in Göttingen, Bundesrepublik Deutschland) war ein russischer Hydrobiologe, Limnologe und Ichthyologe deutscher Herkunft. Sein Autorenkürzel lautet: Beling.

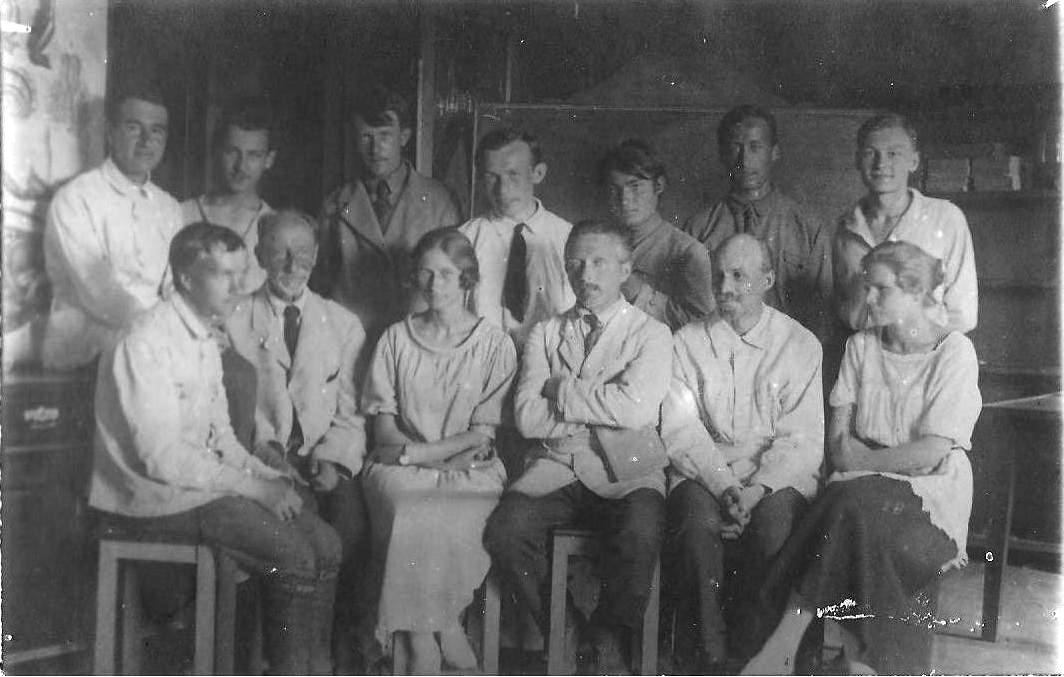
Labormitglieder am 20. Mai 1923 in Kiew.
untere Reihe, Zweiter von rechts: Iwan Schmalhausen, links daneben; Dmitri Beling; obere Reihe ganz rechts: Boris Balinsky

## Leben
Dmitri Beling kam als Sohn einer deutschstämmigen Anwaltsfamilie in Sankt Petersburg zur Welt, absolvierte dort 1900 das Gymnasium und begann ein Studium an der Universität Sankt Petersburg. Er wechselte später an die biologische Abteilung der Fakultät für Physik und Mathematik der Universität St. Wladimir-Universität in Kiew, die er 1909 absolvierte. Er verblieb an der Universität und war ab 1912 als Laborassistent im zoologischen Labor der Universität tätig. Außerdem lehrte er vor der Oktoberrevolution am Kiewer Polytechnischen Institut und begann 1911 an der zoologischen Abteilung der Biologischen Station Dnepr in Kiew. auf der Truchaniw-Insel im Dnepr. zu arbeiten.
Zwischen 1919 und 1921 war er an der Taurischen Universität auf der Krim tätig, und von 1922 an leitete er bis 1937 die inzwischen nach Starosillja (Старосілля) im  Rajon Wyschhorod (heute im Kiewer Stausee versunken) verlegte, und unter der Schirmherrschaft der neugegründeten Ukrainischen Akademie der Wissenschaften stehende, Biologische Station Dnepr. Nachdem die Station am 13. Februar 1934 in eine hydrobiologische Station umgewandelt wurde, erhielt Beling 1935, ohne eine These zu verteidigen, den Grad eines Doktors der biologischen Wissenschaften.
Die Allukrainische Akademie der Wissenschaften begann 1932 mit einer ideologischen Reinigung. Am 9. Oktober 1937 wurde er vom Präsidium der Akademie der Wissenschaften als Volksfeind bezeichnet und seines Postens enthoben. Aufgrund der Beschuldigung einer „Beteiligung an einer konterrevolutionären Organisation und Spionage“ nahm man ihn am 28. Oktober 1937 fest und er gestand im Verhör die Mitgliedschaft in einer Freimaurerloge. Am 24. Februar 1938 nahm die Akademie die Anschuldigungen zurück und Beling wurde Leiter der ichthyologischen Station.
Am 10. Juni 1941 wurde Dmitri Beling Direktor des Hydrobiologischen Instituts der Akademie der Wissenschaften der Ukrainischen SSR und bekleidete diesen Posten auch während der deutschen Besatzung von Kiew, da er nicht, wie andere Wissenschaftler und Professoren der Universität Kiew und der Akademie der Wissenschaften, nach Osten evakuiert wurde. Mit dem Rückzug der Wehrmacht aus Kiew wurde er, mit mehreren Angestellten und einem Teil des Instituts, 1943 nach Posen evakuiert. Von dort emigrierte er ins westdeutsche Göttingen, wo er bald eine Beschäftigung als Professor an der Universität Göttingen fand. Dort starb Dmitri Beling 66-jährig an Magenkrebs.
Einer seiner Schüler war der ukrainische Zoologe Oleksandr Markewytsch.